# Alexander Brun
Alexander Brun (født 13. april 1814 i København, død 18. november 1893 på Kommunehospitalet sammesteds) var en dansk hofjægermester, officer og biavlskyndig. Han var broder til Fritz Brun, C.A.A.F.J. Brun og Constantin Brun.

## Opvækst
Alexander Brun fik sit dåbsnavn som udtryk for familiens glæde over kejser Alexanders indtog i Paris som Napoleons overvinder. Sin første ungdom tilbragte han på det faderen, den 14. november 1869 afdøde kammerherre C.F.B. Brun (han var sønnesøn af Constantin Brun), tilhørende herresæde Krogerup, studerede skovbruget i 1831-37, dels på Sjælland dels i Eisenach, hvor han tog eksamen med udmærkelse, og efter ligeledes at have bestået dansk forsteksamen i 1837 gjorde han i nogle år tjeneste ved Statsskovvæsenet, men gennemgik så et kursus i agerbrug under Thaer ved akademiet i Möglin i Pommern og købte i 1847 herregården Palstrup, som han dog skilte sig af med i 1854.

## Indsats iTreårskrigenog forskning i biavl
I krigsårene 1848-50 kæmpede han først som frivillig riffelskytte ved 3. Jægerkorps, udmærkede sig ved Fredericia og hædredes med Dannebrogsordenens sølvkors samt deltog som officer i Slaget ved Isted og blev såret. Efter fredsslutningen trak han sig tilbage til en lille ejendom, som han havde erhvervet og indrettet ved Humlebæk op ad sit barndomshjem og kaldt Louisiana efter sin hustru. Landstedet er i dag kendt som den ældste bestanddel af Louisiana Museum for Moderne Kunst, der har taget sit navn fra ejendommen. Biavl og frugttrædyrkning blev her hans hovedsysler. Grebet af interesse for Dzierzons skarpsindige opdagelser i biernes naturhistorie studerede han denne sag grundigt og arbejdede derefter ihærdigt på indførelsen og udbredelsen i Danmark af rationelle fremgangsmåder ved biavlen – både ved eget eksempel, ved foredrag og udstillinger samt ved skrifter, hvoraf hans hovedværk 1884 udkom i forøget, 2. udgave under titlen Vejledning i Biavl. Han var præsident for Foreningen for Nordens Bivenner, indtil han i 1884 af helbredshensyn opgav denne stilling. I sin ret anselige have med tilhørende planteskole havde Brun samlet og prøvet en stor mængde forskellige frugtsorter, hvoraf han, dels ved salg, dels ved gave, har skaffet mange en vid udbredelse; med særlig forkærlighed arbejdede han på gennem udsæd af udvalgte pærekerner at tiltrække nye sorter, der kunne forene egnethed for Danmarks klimaforhold med fin smag og andre gode egenskaber, og disse bestræbelser var ikke uden held. Hans forfattervirksomhed som pomolog indskrænkede sig til meddelelser i tidsskrifter og dagblade.

## Politisk arbejde
Foruden i 1864-65 at have været medlem af Rigsrådet har Brun, som mand med stærkt udpræget fædrelandskærlighed og af i det hele taget ildfuld natur, ved flere lejligheder deltaget i politiske sammenkomster samt i bladartikler, for eksempel i Nationaltidende den 17. juli 1883, og ad anden vej givet sin opfattelse til kende. Han har rejst meget og været i berøring med store personligheder, således Napoleon 3. og Pave Pius 9., var tre gange på rejse i Algier og hjemførte en større fiskesamling som gave til Zoologisk Museum. Brun blev 1851 udnævnt til jægermester og 1875 til hofjægermester. Han var gift tre gange – alle tre gange med kvinder ved navn Louise – og døde den 18. november 1893.
Han blev Dannebrogsmand 1849 og Ridder af Dannebrog 1889.
Brun er begravet på Humlebæk Kirkegård. Der findes et portrætmaleri af Jørgen Roed fra 1875.